# Luciocephalinae
Die Luciocephalinae sind eine Unterfamilie der Osphronemidae, die wiederum eine Familie der Labyrinthfische (Anabantoidei) sind. Die Unterfamilie setzt sich aus vier Gattungen und neun Arten zusammen, die alle in Südostasien vorkommen.
Gemeinsames Merkmal aller Arten sind Eier, die eine spiralige Struktur auf der Oberfläche besitzen, die wahrscheinlich als Leitsystem für die Spermien dient. Alle Arten der Luciocephalinae haben ein zugespitztes, endständiges Maul und sind Maulbrüter. Die Fadenfische, die bis vor kurzem zu den Luciocephalinae gezählt wurden, bilden heute eine eigenständige Unterfamilie, die Trichogastrinae.

## Gattungen und Arten
- Gattung Ctenops McClelland, 1845
  - Spitzkopfgurami (Ctenops nobilis McClelland, 1845)
- Gattung Hechtköpfe (Luciocephalus Bleeker, 1851)
  - Luciocephalus aura Tan & Ng, 2005
  - Luciocephalus pulcher (Gray, 1830)
- Gattung Parasphaerichthys Prashad & Mukerji, 1929
  - Parasphaerichthys lineatus Britz & Kottelat, 2002
  - Parasphaerichthys ocellatus Prashad & Mukerji, 1929
- Gattung Schokoladenguramis (Sphaerichthys Canestrini, 1860)
  - Spitzmäuliger Schokoladengurami (Sphaerichthys acrostoma Vierke, 1979)
  - Schokoladengurami (Sphaerichthys osphromenoides Canestrini, 1860)
  - Sphaerichthys selatanensis Vierke, 1979
  - Vaillants Schokoladengurami (Sphaerichthys vaillanti Pellegrin, 1930)